# Aeryn Gillern
Aeryn Michael John Gillern (rodným jménem Aaron Michael Jackson; 28. dubna 1973, Elmira, New York, USA) je bývalý americký výzkumný pracovník UNIDO, model a účastník gay soutěží krásy, který 29. října 2007 záhadně zmizel ve Vídni. Ačkoli je stále veden jako pohřešovaný (vermisst), rakouská policie má „s pravděpodobností hraničící s jistotou“ za to, že onoho dne utonul; přesný průběh událostí však není dosud objasněn.

## Životopis
Gillern byl synem bývalé policistky Kathryn Gilleranové (*1952; matka používá jinou formu příjmení než syn). Narodil se jako Aaron M. Jackson a toto jméno používal až do roku 2001, kdy si jej úředně změnil. V červnu 1991 absolvoval Groton High Schol v Grotonu ve státě New York a v roce 1997 získal bakalářský titul z teologie na Franciscan University of Steubenville. V letech 1997 až 1998 studoval v kněžském semináři ve Štýrském Hradci. Hlásil se k římskokatolické církvi, měl v úmyslu se stát knězem, ale nakonec se rozhodl nepřijmout kněžské svěcení kvůli své homosexuální orientaci; podle své matky se rozhodl „sloužit církvi jinými způsoby“. V roce 1999 získal magisterský titul z teologie a křesťanské služby na Franciscan University of Steubenville. Od roku 2003 až do svého zmizení pracoval ve Vídni pro UNIDO jako výzkumný pracovník v oblasti ekonomie.
Mimoto působil jako model a byl aktivní v gay komunitě. V roce 2002 se zúčastnil soutěže Mister Gay Austria, v níž zvítězil; použil zde jméno Michael Jackson a částečně smyšlené osobní údaje (tvrdil mimo jiné, že se narodil v Augsburgu). Soutěž shodou okolností pořádala právě gay sauna Kaiserbründl. Zúčastnil se také (pod jménem Aaron Michael Jackson) jako reprezentant Rakouska soutěží Mr Gay Europe 2005 a 2006; v roce 2005 získal titul Mr. Gay Swim Wear. V roce 2005 a 2006 znovu vyhrál titul Mister Gay Austria. V roce 2005 se pod svým původním jménem Aaron M. Jackson zúčastnil také celosvětové soutěže Mr. Gay 2006 International (soutěž se konala 9. října 2005) v Palm Springs v Kalifornii, kde jako reprezentant Rakouska skončil na druhém místě
. V roce 2007 získal svůj druhý magisterský titul v oboru mezinárodních vztahů na Webster Vienna Private University a stal se členem odborové rady UNIDO.
Poté co strávil dovolenou v Egyptě se svým partnerem, v září 2007 odletěl Gillern na deset dní do města Cortland ve státě New York, kde navštívil matku a rodinu. Jeho matka Kathryn Gilleranová v té době plánovala prodat dům a dočasně se přestěhovat do Vídně, kde by několik měsíců bydlela se svým synem v jeho bytě na rohu Handelskei a Mexikoplatz. Po svém návratu do Vídně zatelefonoval Gillern 27. října 2007 naposledy své matce.

## Zmizení

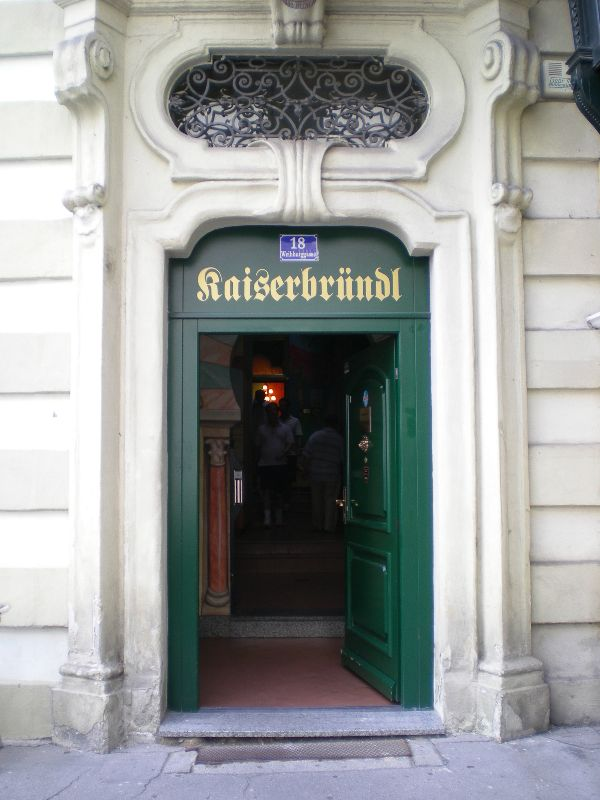
Gay sauna Kaiserbründl, odkud Gillern utekl

Pondělí 29. října 2007 Aeryn Gillern prožil jako běžný pracovní den: z práce odešel v 18.10, následně se zastavil v supermarketu a poté ve slavné gay sauně Kaiserbründel na Weihburggasse. Gillern byl pravidelným návštěvníkem této sauny, jiným hostem byl popisován jako velmi zdvořilý a přátelský, zároveň však údajně v minulosti měl fyzický konflikt s jiným zákazníkem, což však prý v Kaiserbründelu nebylo neobvyklé.
Mezi 19.00 a 19.30 (svědkové uváděli různé časy) saunu opustil v panice a nahý (podle jiných zpráv měl na sobě jen ručník a pantofle) a následně beze stopy zmizel. Nahého Gillerna na ulici viděli dva svědkové, předpokládali však, že šlo o prohranou sázku a nepřikládali tomu význam. Naposledy byl viděn u Stubentoru, mířil tedy směrem k Donaukanalu. V sauně byly následně nalezeny jeho osobní věci a telefon. Bezprostředně před zmizením v sauně údajně došlo k hádce, nejsou však známy žádné podrobnosti.
Krátce před odchodem ze sauny napsal svému partnerovi, který žil ve Švýcarsku, SMS zprávu „Pak ti zavolám, za chvíli jsem doma“.
Podle policie Gillern hodinu před odchodem ze sauny zavolal známému a řekl mu, že se chce večer setkat s kolegy z práce v Heuringenu; schůzku měl skutečně domluvenou, ale nedorazil na ni. Gillern měl rezervované letenky na cestu do Curychu za svým přítelem, v bytě byla zapnutá pračka a na stole byly čerstvě upečené sušenky, které připravil pro nadcházející narozeninovou oslavu kolegy.
31. října 2007 obdržela Gillernova matka telefonát od vídeňského zaměstnance UNIDO, že Gillern dva dny nepřišel do práce. Matka se ho pak 1. listopadu 2007 vydala hledat do Vídně. Mezitím jeho zmizení nahlásili vídeňské policii jeho přátelé.

## Vyšetřování
Rakouská policie se zaměřila především na hypotézu, že Gillern po svém podivném odchodu ze sauny spáchal sebevraždu skokem do Donaukanalu, který je od gay sauny vzdálen necelý kilometr. Pátrání po těle v řece však bylo neúspěšné a bylo rychle přerušeno. Hypotéza o sebevraždě se opírala především o svědectví rybáře, který osudného dne ve 20.21 (tedy více než 50 minut poté, co Gillern vyběhl ze sauny) zavolal na tísňovou linku s tím, že viděl ve vodě tonout muže. Rybář však výpověď několikrát změnil; zatímco zprvu hovořil o tom, že viděl plavat holohlavého muže, který křičel o pomoc, později jen uvedl, že slyšel šplouchnutí. Na místo bylo vysláno několik jednotek, kvůli silnému proudu ale nebylo možné využít potápěče. Gillernova matka hypotézu o sebevraždě rezolutně odmítá; uvádí, že její syn měl celý život strach z vody a neuměl plavat. Mimoto poukazuje na to, že hypotéza o sebevraždě podle jejího názoru nevysvětluje, jak se mohl její syn po (podle ní) relativně dlouhou dobu mezi útěkem ze sauny a tísňovým voláním pohybovat po centru Vídně nahý.
Vedle hypotézy o sebevraždě se spekulovalo rovněž o tom, že Gillern odešel dobrovolně a tajně vstoupil do kláštera, což údajně v minulosti naznačoval.
V roce 2009 interpelovali poslanci Peter Pilz a Ulrike Lunaceková ministryni vnitra Marii Fekterovou ohledně tohoto pátrání a údajné homofobie úředníků. Ministryně v oficiální odpovědi uvedla, že vyšetřování stále probíhá a shrnula dosavadní stav probíhajícího vyšetřování následovně: „Podle vyšetřovacího spisu se průběh událostí jeví takto: pan Gillern se 29. 10. 2007 mezi 19.00 a 19.30 dostal do konfliktu s jiným hostem sauny. Hádka začala tím, že se onen host pana Gillerna zeptal, jak se má. Následně pan Gillern náhle a bez zřejmého důvodu vyběhl nahý ze sauny ven. Později dva očití svědkové potvrdili, že viděli nahého holohlavého muže (zjevně Gillerna) běžet 1. městským okresem Vídně směrem k Donaukanalu. Krátce nato rybář na Donaukanalu v Hermannparku ve Vídni [PSČ] 1030 zpozoroval holohlavého muže plovoucího ve vodě, který volal o pomoc a následně se ponořil do vody. S pravděpodobností hraničící s jistotou se předpokládá, že muž plovoucí ve vodě byl Gillern.“ Nebylo však nalezeno žádné odpovídající tělo a nebylo ani možné vyloučit, že se Gillern stal obětí trestného činu. Odpověď na interpelaci také uvádí, že v souvislosti s případem bylo protokolárně vyslechnuto 7 lidí a od dalších deseti byly zjišťovány informace telefonicky, což novinář Joseph Gepp, který se případem systematicky zabývá, hodnotí jako podivně nízké číslo.
Policie odmítá další informace zveřejňovat s odůvodněním, že pokud by Gillern byl stále naživu a pouze se rozhodl odejít, ohrozila by jeho soukromí, kdyby sdělovala poznatky o jeho životě příbuzným.
V roce 2014-15 případ přešetřovali specialisté na odložené případy, kteří rovněž pracovali s hypotézou, že Gillern spáchal sebevraždu skokem do Donaukanalu, a provedli rozsáhlý potápěčský průzkum Donaukanalu, ani tentokrát však nebylo nalezeno tělo. Podle zprávy státního zastupitelství z roku 2014 se operovalo také s možností, že Gillernovo zmizení mohlo mít souvislost s nějakým trestným činem, například s vyhrožováním, vydíráním či zneužíváním drog. Nic z toho se však nepotvrdilo.
Gilleranová opakovaně a ostře kritizovala vídeňskou policii za údajnou neochotu mluvit anglicky a spolupracovat s tlumočníky a obvinila je, že se „ani nesnažili skrývat svou všeprostupující homofobii“. Hypotézu o sebevraždě si nepřipouští a domnívá se, že policie považovala Gillerna za emočně nestabilního jen kvůli jeho homosexualitě. Policie také podle ní operovala s hypotézou, že měl Gillern spáchat sebevraždu ze zoufalství kvůli pozitivnímu testu na HIV, což však jeho matka popírá; podle ministryně Fekterové se však ve vyšetřovacím spise žádná podobná spekulace neobjevila. Nedostatky v komunikaci a homofobní postoje tehdejšího vyšetřovatele, který mezitím odešel do důchodu, však uznal i koordinátor lidských práv vídeňské policie Friedrich Kovar.